# Yannig Baron
 (mars 2023).
Pour les articles homonymes, voir Baron.
Yannig Baron né le 26 octobre 1936 à Groix (Morbihan) est un musicien français et une personnalité culturelle et politique militant pour la défense de la culture et du patrimoine breton.

## Biographie
Yannig Baron naît en 1936 dans une famille nombreuse de l'île de Groix. Il découvre très jeune l'histoire de Bretagne et apprend en 1950 à jouer de la bombarde. Engagé dans la Marine, qu'il quitte en 1960, il fait partie de l'ensemble musical du bagad de Lann-Bihoué à partir de 1956.
Il est membre du Mouvement pour l’organisation de la Bretagne (MOB) avant de rejoindre l’Union démocratique bretonne (UDB), en 1988. En 1970, lors de son retour en Bretagne, il participe activement avec Yann Goasdoué à l'animation du foyer de Menez Kamm, contribuant ainsi à en faire un lieu essentiel de la vie culturelle bretonne,. En 1988, il parvient à faire créer une nouvelle classe dans la filière bilingue de l'école publique de Brec'h en menaçant de faire la grève de la faim.
En 1990, il fonde Dihun, une association de parents d’élèves pour l’enseignement du breton dans les écoles privées avec d'autres militants, dont sœur Anna Vari Arzur dans le Finistère. En 1994, il devient membre du comité directeur du magazine Le Peuple breton[réf. souhaitée]. Après une nouvelle grève de la faim de 38 jours en 1990, il obtient la création de stages de formation de longue durée dans l'enseignement public.
En 1995, il utilise encore ce moyen, avec une douzaine d'autres personnes, pour exiger la signature par la France de la Charte européenne des langues minoritaires[réf. souhaitée]. La même année, il imagine et met en place[réf. nécessaire] une formation spécifique au sein de l'université Catholique de l'Ouest qui prépare la majorité des enseignants bilingues de la filière. Il est aussi à cette époque cofondateur, à Carnac, de l'Association Menhirs libres.
En 1998, il entame une troisième grève de la faim pour obtenir plus de postes dans l'enseignement bilingue[réf. nécessaire]. En 2000, il fait partie des nommés pour le titre de « Breton de l'année » décerné par Armor magazine. En 2004, il est décoré de l'ordre de l'Hermine. En 2006, il entame une énième grève de la faim afin de protester contre l'attitude de la hiérarchie des écoles catholiques.

## Publications
- Yannig, Baron, Le message de Jean-Paul II aux Bretons, Coop Breizh, 2005,  (ISBN 978-2843462627).